# Мост (филм)
„Мост“ е българска телевизионна новела от 1987 година на режисьора Пенка Шопова. Филмът е по произведение на Христо Славов. Оператор е Николай Шандурков.

## Сюжет
Героите на новелата предсдтавляват съвременното село – строители, кантонер, ветеринарен лекар, агроном, овчар... Има понякога нещо абсурдно в поведението на някои от тях, защото и задачата – да се построи нов мост, след като стария си е твърде добър, без чертежи и техника-е поставена не както трябва. Времето е горещо и докато си седят под сянката, всеки ще се стреми да направи нещо, което там би могло да се осъществи. Илия и Петър едва ли вярват, чена единия гълъбите, а на другия костенурките, след съответни тренировки ще ходят и се връщат до София и областния център. Още по-малко, че от това ще има особена печалба. Същото се отнася до бай Христо кантонера, който се захваща да плете кошници. Явно, без да го декларират, те се ръководят от заложеното у тях „залудо работи-залудо не стой“.

## Актьорски състав
| Роля | Изпълнител         |
| ---- | ------------------ |
|      | Цако Данчев        |
|      | Николай Ангелов    |
|      | Любомир Фърков     |
|      | Георги Стефанов    |
|      | Иван Чинариков     |
|      | Антоанета Кръстева |
|      | Даниела Фъркова    |
|      | Миланка Петрова    |